# Adam Reviczky von Revisnye
Adam Reviczky von Revisnye (Ungheria, 23 maggio 1786 – Heiligenkreuz, 21 aprile 1862) è stato un diplomatico, politico e nobile austriaco.

## Biografia

### I primi anni
Figlio di Josef Reviczky e di sua moglie, Anna Laczkovich, Adam Reviczky von Revsnye era membro di una nobile famiglia ungherese.
Studiò al liceo Theresianum di Vienna e successivamente iniziò a lavorare per il tribunale della Galizia. Dal 1807 lavorò per il governatorato della Galizia. Nel 1809 decise di iscriversi nelle file dell'esercito imperiale austriaco e venne assegnato col grado di tenente al reggimento di fanteria del conte Sztaray, combattendo nella battaglia di Ratisbona, in quella di Aspern e di Wagram, tornando successivamente al servizio civile quando venne conclusa la pace.
Nel 1811 venne nominato ciambellano imperiale e dal 1814 divenne consigliere di governo a Venezia. L'anno successivo venne chiamato in Francia come commissario per le vettovaglie dell'esercito imperiale che occupava la capitale francese, dirigendo i dipartimenti del Montblanc, dell'Isère e del Rodano in maniera così eccellente da essere decorato con la croce di cavaliere dell'Ordine imperiale di Leopoldo.

### L'amicizia con Francesco I d'Austria

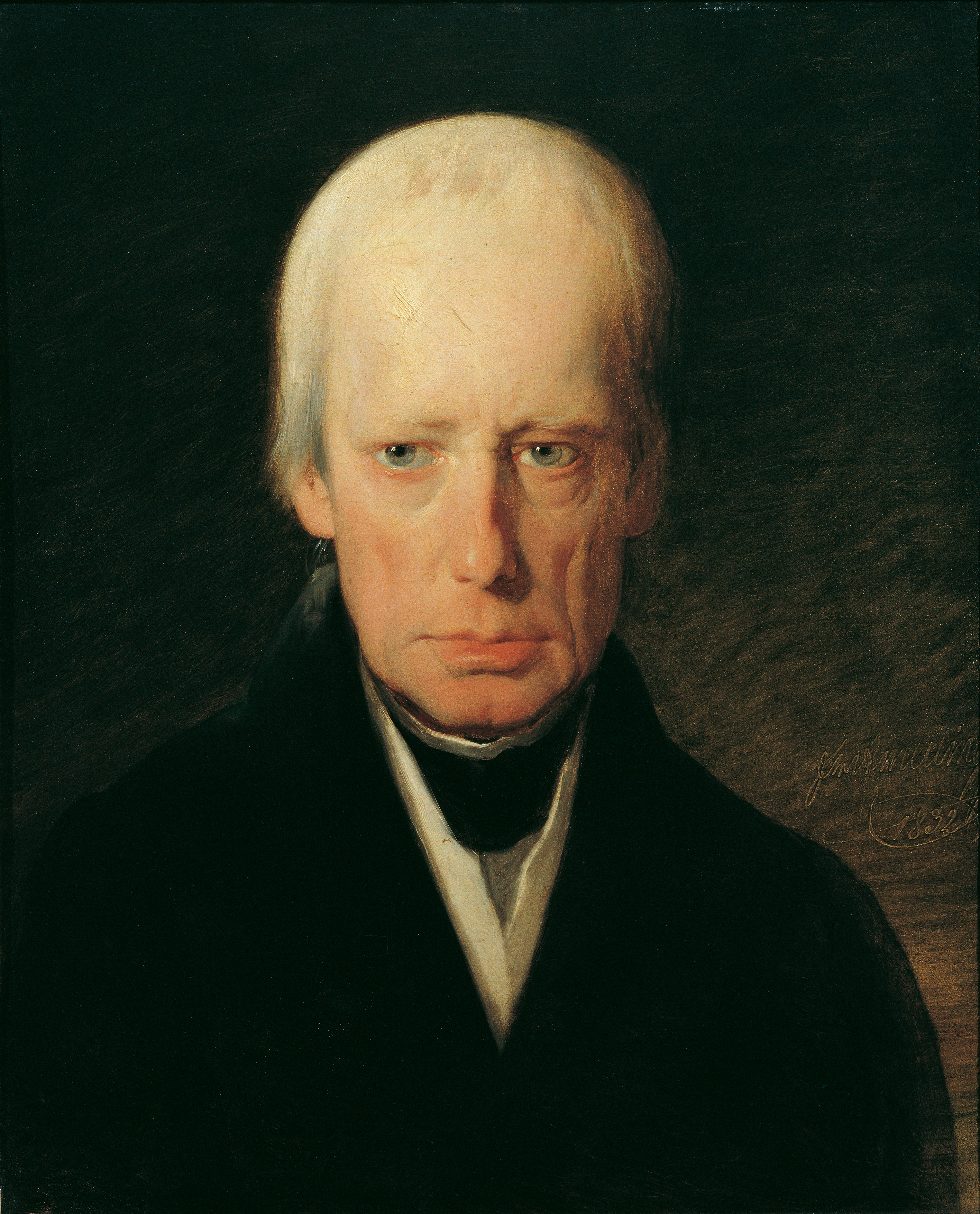
Adam Reviczky von Revisnye fu uno dei migliori amici dell'imperatore Francesco I

Successivamente venne nominato ciambellano del viceré del Lombardo-Veneto, l'arciduca Ranieri, del quale seppe guadagnarsi la fiducia. In questo periodo, a causa di un incidente, si ruppe un piede e, malgrado le più attente cure, rimase zoppo dopo la guarigione. Con tale difetto fisico non poteva rimanere al servizio del viceré come ciambellano e per questo l'arciduca lo raccomandò alla grazia dell'imperatore, che gli diede subito un incarico politico. Nel 1822 divenne vicepresidente del governo regionale galiziano e successivamente cancelliere della corte suprema del regno d'Ungheria. L'imperatore Francesco I d'Austria gli assegnò un appartamento al palazzo di Schönbrunn da dove, tramite un corridoio segreto, poteva accedere direttamente agli appartamenti del monarca, ai quali il conte aveva libero accesso. La benevolenza dell'imperatore nei confronti del magnate ungherese si manifestò anche in una serie di prestiti in denaro che il monarca gli fece per ripagare i pesanti debiti da lui accumulati per la vita sfarzosa che conduceva. L'amicizia tra i due era tale che il conte era solito accompagnare l'imperatore nel corso delle sue uscite in carrozza. Un giorno i cavalli della carrozza imperiale si imbizzarrirono durante il percorso a tal punto che Adam Reviczky von Revisnye che sedeva di fianco all'imperatore balzò fuori dal veicolo per afferrare i due destrieri. Uno di questi, ad ogni modo, lo colpì al fianco con uno zoccolo causandogli ulteriori problemi di salute. L'influenza del Reviczky su Francesco I fu tale che gli riuscì di far introdurre la lingua ungherese preferendola al latino nelle riunioni della dieta ungherese, aumentando inoltre il budget militare.

### Gli ultimi anni
Ciò che lo ostacolò maggiormente nella sua carriera fu l'inimicizia col cancelliere austriaco principe Klemens von Metternich. Dopo la morte di Francesco I, col crescente potere affidato a Metternich, Reviczky abbandonò quasi completamente la frequentazione della corte imperiale di Vienna, pur continuando a tramare da lontano perché il trono imperiale fosse affidato all'arciduca Francesco Carlo anziché a quello che poi divenne l'imperatore Ferdinando I. Per tenerlo lontano dalle trame di corte, venne nominato ambasciatore dapprima a Firenze, poi a Modena e a Parma congiuntamente. In particolare in quest'ultima sede, iniziò ad essere seguito da vicino dalla polizia segreta imperiale austriaca dal momento che si temeva un suo legame con le attività dei carbonari. Amante delle arti e delle scienze, venne elevato al rango di conte il 9 settembre 1925.
All'età di cinquant'anni, il 24 maggio 1836, sposò la nobildonna polacca Sidonie Sumlanszka, di appena diciotto anni, figlia di un colonnello, unione dalla quale nacquero due figli: Ada (1838), suora salesiana, e Alexis (1849).